# Millery (Meurthe-et-Moselle)
Millery is een gemeente in het Franse departement Meurthe-et-Moselle (regio Grand Est) en telt 489 inwoners (1999). De plaats maakt deel uit van het arrondissement Nancy.

## Geografie
De oppervlakte van Millery bedraagt 7,5 km², de bevolkingsdichtheid is 65,2 inwoners per km².
De onderstaande kaart toont de ligging van Millery (Meurthe-et-Moselle) met de belangrijkste infrastructuur en aangrenzende gemeenten.

## Demografie
De figuur toont het verloop van het inwonertal (bron: INSEE-tellingen).